# 줌 비디오 커뮤니케이션

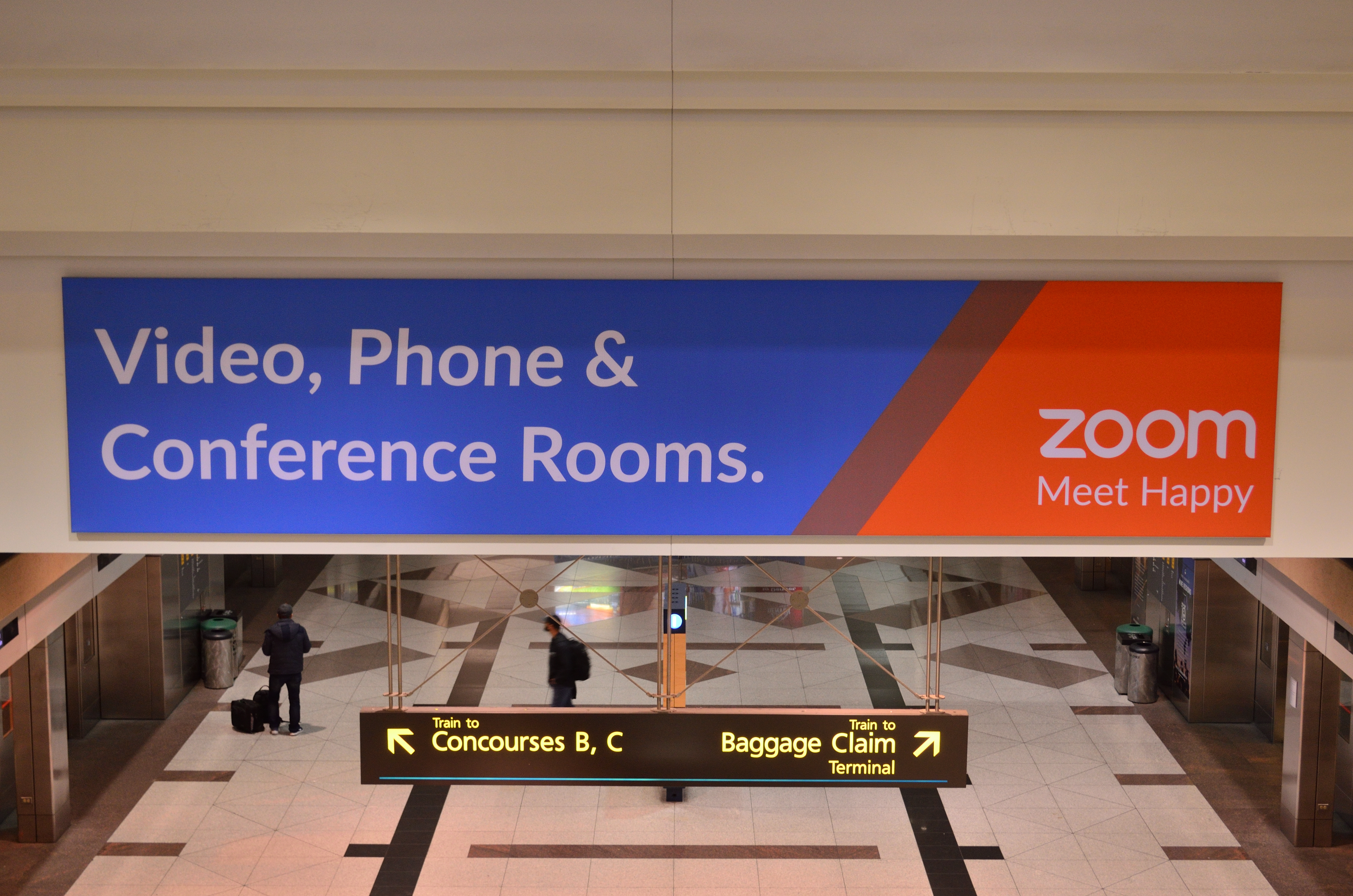
덴버 국제공항의 줌 광고

줌 비디오 커뮤니케이션(영어: Zoom Video Communications) 또는 줄여서 줌(영어: Zoom)은 화상 회의 서비스를 제공하는 미국의 기업이다. 화상 회의, 온라인 회의, 채팅, 모바일 협업을 하나로 합친 '원격 회의 서비스'를 제공한다. 클라우드 기반 P2P 소프트웨어 플랫폼을 경유한다.
전 시스코시스템 엔지니어이자 임원이었던 에릭 유안은 2011년에 줌을 설립하고 2013년에 소프트웨어를 출시했다. 줌의 공격적인 매출 성장과 소프트웨어의 사용 용이성 및 신뢰성 인식은 2017년에 10억 달러의 가치를 부여하여 "유니콘" 회사가 되었다.
2019년 12월 이후 코로나19 범유행으로 온라인 개학을 실시한 학생들이 늘어남에 따라 이용자가 급증했다.

## 역사

### 초창기
Zoom은 시스코 시스템의 전 기업 부사장 인 에릭 유안이 설립했다. 그는 2011년 4월에 40명의 엔지니어와 함께 Cisco를 떠나 원래 Saasbee, Inc라는 이름의 새 회사를 시작했다. 많은 사람들이 비디오 전화 시장이 이미 포화 상태라고 생각했기 때문에 회사는 투자자를 찾는 데 어려움을 겪었다. 2011년 6월,이 회사는 Webex 창립자 수브라 이야르, 전 시스코 SVP 겸 법률 고문 인 Dan Scheinman, 벤처 자본가 Matt Ocko, TSVC 및 Bill Tai로부터 300만 달러의 시드 자금을 모금했다.
2012년 5월, 회사는 테처 허드의 동화책 zoom city의 영향을 받아 이름을 Zoom으로 변경했다. 2012년 9월 Zoom은 최대 15명의 비디오 참가자와 회의를 주최 할 수 있는 베타 버전을 출시했다. 2012년 11월에 이 회사는 첫 번째 고객으로 스탠포드 대학과 계약했다. 이 서비스는 회사가 Qualcomm Ventures, Yahoo!로부터 시리즈 A 라운드를 600만 달러 모금 한 후 2013년 1월에 시작되었다. 설립자 제리 양, WebEx 설립자 수브라 이야르, 전 시스코 SVP 겸 법률 고문 인 덴 샤인만. Zoom은 컨퍼런스 당 최대 참가자 수를 25명으로 허용하는 프로그램 버전 1.0을 출시했다. 첫 달 말까지 Zoom은 400,000명의 사용자를 보유했고 2013년 5월에는 100만명의 사용자를 확보했다.

### 성장
2013년 7월 Zoom은 Redbooth (당시 Teambox)와 같은 B2B 협업 소프트웨어 제공 업체와 파트너십을 맺었고, Logitech, Vaddio 및 InFocus와 파트너십을 맺은 Works with Zoom이라는 프로그램도 만들었다. 2013년 9월, 회사는 Horizon Ventures 및 기존 투자자로부터 Series B 라운드에서 650만 달러를 모금했다. 당시에는 3백만 명의 사용자가 있었다. 2020년 4월 앱의 CEO 인 Eric Yuan은 Zoom의 일일 사용자가 2억 명 이상으로 증가했다고 발표했다.
2015년 2월 4일, 이 회사는 Emergence Capital, Horizons Ventures (Li Ka-shing), Qualcomm Ventures, Jerry Yang, Patrick Soon-Shiong을 비롯한 투자자들로부터 Series C 자금으로 3천만 달러를 받았다. 당시 Zoom에는 4천만 명의 사용자가 있었고 65,000개의 조직이 가입했으며 설립 이후 총 10억 회의 시간이 있었다. 2015년과 2016년 동안이 회사는 Slack, Salesforce 및 비즈니스 용 Skype와 소프트웨어를 통합했다. 2015년 10월 버전 2.5에서 Zoom은 회의 당 허용되는 최대 참가자 수를 50명으로 늘렸고 그 이후에는 비즈니스 고객을 위해 1,000명으로 늘렸다. 2015년 11월 RingCentral의 전 사장 인 David Berman이 회사의 사장으로 임명되었고, Veeva Systems의 설립자이자 CEO 인 Peter Gassner가 Zoom의 이사회에 합류했다.
2017년 1월, 이 회사는 Sequoia Capital로부터 10억 달러의 가치로 Series D 자금으로 1억 달러를 모금하여 소위 유니콘이 되었다. 2017년 4월 Zoom은 의사가 환자와 원격 상담을 주최 할 수 있는 확장 가능한 원격 의료 제품을 출시했다. 지난 5월 Zoom은 Polycom의 회의 시스템과의 통합을 발표하여 다중 화면 및 장치 회의, HD 및 무선 화면 공유, Microsoft Outlook, Google 캘린더 및 iCal과의 캘린더 통합과 같은 기능을 지원한다. 2017년 9월 25일부터 27일까지 Zoom은 첫 번째 연례 사용자 컨퍼런스 인 Zoomtopia 2017을 주최했다. 이 컨퍼런스에서 Zoom은 Zoom을 증강 현실과 통합하고, Facebook의 Slack 및 Workplace와 통합하고, 인공 지능 음성 인식 프로그램을 향한 첫 걸음을 내딛기 위해 Meta와의 파트너십을 발표했다.

### 기업공개와 전망
2019년 4월 18일 기업 공개를 통해 상장 기업이 되었다. 주당 36 달러로 가격이 책정 된 후 주가는 거래 첫날 72 % 이상 상승했다. 이 회사는 거래 첫날이 끝날 무렵 미화 160억 달러에 달했다. IPO 이전에 Dropbox는 Zoom에 5백만 달러를 투자했다.
COVID-19 유행 기간 동안 Zoom은 원격 근무, 원격 교육 및 온라인 사회 관계에 대한 사용이 크게 증가했다. 수천 개의 교육 기관이 Zoom을 사용하여 온라인 수업으로 전환했다. 이는 2020년과 2021년 대유행 기간에도 사용되었다. 이 회사는 많은 국가의 초중고교에 무료로 서비스를 제공했다. 2020년 2월까지 Zoom은 2020년에 222만 명의 사용자를 확보했다. 이는 2019년 전체보다 더 많은 사용자를 확보한 것이다. 2020년 3월 어느 날 Zoom 앱은 213만 번 다운로드되었다. 일일 회의 참석자는 2019년 12월 약 1,000만 명에서 2020년 4월 일일 회의 참석자 3억 명으로 증가했다. 이로 인해 일반적인 주식 시장 침체에도 불구하고 2020년 초 회사 주가가 상승했다. Zoom 주식은 2020년 1월 주당 $ 70 미만에서 3월 말 주당 $ 150로 올라갔다. 2020년 6월까지 회사의 가치는 670억 달러가 넘었다.
2020년 5월 7일 Zoom은 종단 간 암호화 전문 회사 인 Keybase를 인수했다고 발표했다. 2020년 6월, 회사는 첫 번째 최고 다양성 책임자 인 Damien Hooper-Campbell을 고용했다.
2020년 7월 Zoom은 DTEN, Neat, Poly 및 Yealink의 타사 하드웨어와 함께 화상 회의 소프트웨어를 번들로 묶고 ServiceNow 플랫폼에서 실행되는 서비스 제품으로서의 첫 번째 하드웨어를 발표했다. Zoom Rooms 및 Zoom Phone 제품으로 시작되었으며, 고정 된 월간 비용으로 Zoom에서 하드웨어를 구매할 수 있는 미국 고객에게 제공되는 서비스로 시작되었다. 2020년 7월 15일, 회사는 재택 근무자를 위해 설계된 가정용 제품 라인인 Zoom for Home을 발표했다. Zoom의 소프트웨어와 DTEN의 하드웨어가 포함된 첫 번째 제품은 Zoom for Home-DTEN ME이다. 3개의 광각 카메라와 8개의 마이크가있는 27인치 화면으로 구성되며 장치에 Zoom 소프트웨어가 사전로드 되어 있다. 2020년 8월에 출시되었다. 2020년 9월까지 Zoom의 주가는 1년 동안 569% 상승하여 시가 총액을 1,290억 달러로 올렸다.
7월 3 ~ 4일, 국제 헌법 협회는 Zoom 웨비나를 사용하여 28개국 52명의 연사를 초청하여 시간대를 순회하는 최초의 "연중 무휴"행사를 조직했다. 얼마 지나지 않아 "동서에서 태양과 함께 지구를 가상으로 여행하는"회의 형식이 일반화되었으며, 그중 일부는 며칠 동안 진행되었다.
2020년에 635% 증가한 후 Zoom은 COVID-19 대유행 기간에 사용된 가장 유명한 화상 회의 앱이 되었다. 2020년 10월 Zoom의 시가 총액은 1,400억 달러를 넘어서 130년이 넘는 역사의 ExxonMobil이 평가했다. 그러나 지난 11월 코로나 19 백신의 효능을 발표 한 후 줌의 주가는 15% 이상 하락했다. 2021년 1월 Zoom은 보통주 공모를 통해 20 억 달러를 모금했다.

## 비판

### 보안

#### 종단간 암호화(End-to-end encryption) 미지원
웹사이트에 종단간 암호화를 지원한다고 나와있었으나 실제로는 종단간 암호화가 되지 않는 것으로 밝혀져 논란이 되었다.

## 개인 정보 보호 및 보안 문제
zoom은 소프트웨어에 대한 구조적 결함으로 비판을 받아왔다. 또한 회사는 개인 정보 보호 및 기업 데이터 공유 정책으로 인해 비판을 받아 왔다. 보안 연구원들과 기자들은 회사의 투명성 부족과 열악한 암호화 방식을 비판해 왔다. Zoom은 처음에 마케팅 자료에 "end-to-end encryption"를 사용했다고 주장했지만 나중에 "from Zoom end point to Zoom end point", 즉 이전 발표와 다르다고 밝혔다.
2020년 3월, 뉴욕주 법무장관 레티시아 제임스는 Zoom의 사생활과 보안 관행에 대한 조사를 시작했다. Zoom은 잘못을 인정하지 않았지만 추가적인 보안 조치를 취하기로 합의하면서, 2020년 5월 7일에 조사가 종료되었다.
2020년 4월 1일 Zoom은 Zoom의 개인 정보 보호 및 보안 문제를 해결하기 위해 90일 동안 새로운 기능을 출시하지 않겠다고 발표했다. 2020년 7월 1일, Yuan은 보안 및 개인 정보 보호 문제를 해결하기 위해 회사가 기울인 노력을 상세히 설명하는 블로그 게시물을 작성하여 90일 동안 100개의 새로운 안전 기능을 출시했다고 밝혔다. 이러한 노력에는 모든 사용자에 대한 엔드 투 엔드 암호화, 기본적으로 미팅 암호 설정, 사용자가 라우팅할 데이터 센터 호출 선택, 보안 전문가와의 상담, CISO 위원회 구성, 향상된 버그 보상 프로그램, 타사와의 협력 등이 포함된다. Yuan는 또한 Zoom이 2020년 후반에 투명성 보고서를 발표할 것이라고 말했다.
2020년 5월, 연방 무역 위원회는 Zoom의 사생활 보호 관행을 조사하고 있다고 발표했다. 위원회는 적어도 2016년부터 "Zoom이 고객 회의 내용에 액세스할 수 있는 암호화 키를 유지했으나, 부분적으로 약속된 것보다 낮은 암호화 수준으로 Zoom 미팅을 보호했습니다."라고 밝혔다. 2020년 11월 9일, 회사는 추가 보안 조치를 이행해야 하는 합의에 도달했다.
Zoom은 2020년 12월 미국 증권거래위원회(SEC)와 미국 캘리포니아 북부지방검사의 조사를 받고 있으며, 2020년 6월 미국 뉴욕 동부지검 검사로부터 회사 설립 정보를 요청하는 소환장을 받았다고 발표했다. 외국 정부와 정당과의 관계에서 두 연방 검사는 또한 Zoom의 관행에 관한 보안과 프라이버시 문제에 대한 정보와 서류를 요청했다.
2020년 12월 19일, Zoom 임원은 불법 공모 혐의로 미 법무부에 의해 기소되었다. 이 혐의는 1989년 천안문 광장 대학살을 기념하는 화상회의의 파행과 관련이 있다. 뉴욕 브루클린 연방검찰은 당시 39세였던 줄리엔 진이 캘리포니아주 산호세에서 중국 정보기관 및 사법 기관과 주요 연락관이었다고 밝혔다. Zoom은 나중에 그것이 문제의 회사라는 것을 인정했다. 검사장은 회사 방침 위반으로 채용을 종료하고 검찰과 협조하고 있다고 밝혔다. 줄리엔 진은 중국에 본거지를 두고 있기 때문에 구금되어 있지 않다.
2021년 3월, Zoom은 2021년 8월 23일부터 중국 본토에서 신제품 및 업그레이드 제품을 직접 판매하지 않을 것이라고 발표했다.

## 검열 문제
2020년 4월, Citizen Lab은 Zoom의 연구와 개발의 상당 부분을 중국에서 가지고 있는 것이 "중국 당국의 압력에 Zoom을 좌지우지 할 수 있다"라고 경고했다. Zoom은 94년 6월 1989년 천안문 광장 시위를 기념하던 저우펑수오와 다른 인권 운동가 2명을 포함한 미국과 홍콩에 기반을 둔 단체들의 계정을 여러 개 폐쇄했다는 비난을 받았다. 나중에 계정이 다시 개설되었으며, 회사는 "향후 유사한 상황에 대처하기 위한 새로운 프로세스를 갖출 것"이라고 밝혔다. Zoom은 "지역법", 심지어 "중국에서 주장하는 자유언론에 반대하는 정부법"을 준수해야 한다고 응답했다. 이후 Zoom은 중국 정부의 요청에 따라 활동가 계정 폐쇄 사실을 시인했다. 이에 대해, 미국 상원의원의 양당 단체는 이 사건에 대한 해명을 회사에 요청했다. 미국 법무부의 우려 표현과 함께 활동가 계정 차단에 대한 비판에 부분적으로 대응하여, Zoom은 2020년 8월 말에 중국 본토에서 제품의 직접 판매를 중단했다.

## 직원 현황
2020년 1월, Zoom의 직원은 2,500명이 넘었으며, 미국에는 1,396명, 해외에는 1,136명이었다. 700명의 직원이 중국에서 자회사로 근무하며 Zoom 소프트웨어를 개발하는 것으로 알려졌다. Zoom은 2020년 5월에 피츠버그와 피닉스에 새로운 연구 개발 센터를 열 계획을 발표했으며, 향후 몇 년 동안 두 도시 간에 최대 500명의 엔지니어를 고용할 계획이다. Zoom은 2020년 7월에 엔지니어링, IT 및 비즈니스 운영 역할을 담당할 새로운 기술 센터를 인도 방갈로에 개설했다고 발표했다. Zoom은 2020년 8월 싱가포르에 새 데이터 센터를 열었다. Glassdoor가 실시한 2019년 "가장 일하기 좋은 직장" 설문 조사에서 2위를 차지했다.
Zoom 제품 개발팀은 중국에 본사를 두고 있으며, 평균 초급 기술 급여는 미국 급여의 3분의 1이다. Zoom의 연구 및 개발 비용은 총 매출의 10%로 동종 업체의 중간 비율의 절반에도 미치지 못한다.

## 교육 시장 2021년 8월 유료화
2021년, Zoom은 유료화를 발표했다. 8월 1일부터는 무료계정일 경우 최대 100명의 참가자 호스트 제한, 그룹 미팅 최대 40분이 엄격히 적용된다. 원래 Zoom은 코로나19로 인하여 교육에 관하여는 무료로 제공하며 제한을 두지 않았었지만, 2021년 8월 1일부터는 교육 현장에서도 무료계정을 사용할 수 없게 된다. 결국 8월 1일부터는 ‘Zoom’플랫폼을 이용하려면 이 회사의 ‘중&소기업’ 상품을 구매해야 한다. 이 상품은 참가자 최대 300명, 참가자 인원수를 Large Meetings 추가 기능을 사용해 1000명으로 증원, 싱글사인온(한번의 로그인으로 여러 개의 서비스를 이용할 수 있게 해주는 시스템) 등을 지원해 주는데 비용이 연간 1999달러(약 224만원)에 이른다. 해당 계정 1개를 구입하면 교사 20명이 사용할 수 있지만, 20학급 규모의 학교라면 계정 1개, 40학급 이상인 학교는 계정 2개를 이용해야 수업 진행이 가능하다.

## 기능
- 화상 통화가 가능하며, 채팅, 반응, 화면 공유, 가상배경 선택 등 할 수 있다.[53][54]
- 채팅으로 파일 전송이 가능하다. 또한, 호스트가 회의를 열며 호스트는 회원가입 및 로그인을 해야 한다.[53][54]

## 특징
타의 추종을 불허하는 사용성을 가지고 있다. 모든 장치에서 손쉽게 시작, 참가 및 공동 작업을 수행할 수 있는 회의 기능을 제공하여 신속하게 적용할 수 있다. 모든 장치에서 어디서나 참가가 가능하다. Zoom 회의는 일정 시스템과 동기화되며 데스크톱 및 모바일에서 능률적인 엔터프라이즈급 비디오 회의를 제공한다. 모든 요구에 적합한 비디오이다. 하나의 통신 플랫폼으로 내부 및 외부 통신, 전체 회의 및 교육이 가능하다.

### 회의 솔루션을 현대화
데스크톱 및 모바일용 Zoom 회의는 어떠한 회의도 효율적으로 만들어주는 도구를 제공한다. 회의에 집중한다. 기록을 클릭하면 자동으로 생성된 검색 가능한 대본에 메모를 남길 수 있다. 전체 오디오 및 비디오 전송 기능을 통해 콘텐츠를 업로드하지 않고도 비디오를 공유하고 재생할 수 있다. 가상 배경 및 내 모습 수정 필터로 회의 준비 완료가 가능하다.

### 효과적인 모바일 회의를 위해 설계된 솔루션
오늘날 모바일 전문가는 어디서나 업무와 비디오 회의가 가능해야 한다. 모바일용 Zoom 회의는 데스크톱 클라이언트 등에서 기대하는 회의와 동일한 훌륭한 회의를 제공한다.

### Zoom 채팅
영구 메시징이 통합되어 있어 데스크톱 및 모바일 클라이언트에서의 작업 공간 공동 작업이 능률화된다.

### 참가자의 참여도 유지
모든 위치에서 대화식 회의가 가능하다.

### 손쉬워진 관리 및 원격 지원
중앙 집중식 IT 관리 및 원격 지원을 통해 배치 및 지원 간소화한다.

### 확장된 오디오
모두를 위한 오디오 옵션을 추가한다.

## 기능

### HD 비디오 및 오디오
화면에서 최대 1000명의 비디오 참가자와 49개의 비디오를 지원하여 회의에 HD 비디오 및 오디오를 사용할 수 있다.

### 공동 작업 도구 내장
여러 참가자가 동시에 화면을 공유하고 대화형 회의를 위해 공동으로 주석을 추가할 수 있다.

### 보안이 보장된 회의
모든 회의, 역할 기반 사용자 보안, 비밀번호 보호, 대기실 및 대기 중인 참석자를 위한 암호화한다.

### 기록 및 대본
회의가 로컬 또는 클라우드에 기록되며 검색 가능한 대본이 제공된다.

### 간소화된 일정 관리
Outlook, Gmail 또는 iCal에서 회의를 예약하거나 시작할 수 있다.

### 팀 채팅
그룹 채팅, 검색 가능한 이력, 파일 공유 통합 및 10년간 아카이브가 지원된다. 1:1 또는 그룹 통화로 쉽게 에스컬레이션할 수 있다.

### 가상 배경
가상 배경을 사용하여 사용자 이외의 배경을 지우거나 가릴 수 있다. 그린 스크린을 사용한다면 더욱 효과적으로 가상 배경을 사용할 수 있다.

### 웹캠 DSLR 지원
DSLR을 웹캠으로 사용할 수 있다.

## 단축키[60]
- 스페이스바 : 길게 눌러서 일시적으로 음소거 하기(줌 창이 활성화되어 있어야 한다)
- Alt+A: 내 오디오 음소거/음소거 해제
- Alt+V: 비디오 시작/중지
- Alt+F: 전체 화면 모드 시작/종료
- Alt+F1: 스피커 보기로 전환
- Alt+F2: 갤러리 보기로 전환
- Alt+⇧ Shift+T: 스크린샷
- Alt+S: 화면 공유 시작/중지
- Alt+Y: 손들기/손내리기
- Alt+H: 회의 중 채팅 패널 표시/숨기기
- Alt+U: 참가자 패널 표시/숨기기
- Ctrl+⇧ Shift+M: 통화 음소거/음소거 해제
- Ctrl+Alt+⇧ Shift+H: 플로팅 회의 컨트롤 표시/숨기기

## 요금

### 무료[61]
1. 최대 100명의 참가자 호스트
2. 그룹 미팅 최대 40분
3. 무제한 1:1 미팅

### $149.90 /연/라이선스[61]
1. 참가자 최대 100명
2. Increase participants up to 1,000 with Large Meetings add-on
3. 무제한 그룹 미팅
4. SNS 스트리밍
5. 1GB 클라우드 녹화(라이선스당)

### $199.90 /연/라이선스[61]
1. 참가자 최대 300명
2. Increase participants up to 1,000 with Large Meetings add-on
3. 싱글 사인온
4. 클라우드 녹화 트랜스크립트
5. 관리하고 있는 도메인
6. 회사 브랜딩
7. All features included in Pro and more

### $350 /연/라이선스[61]

#### 전화
1. Zoom United 프로의 모든 전화 기능 포함
2. 글로벌 요금제 내에서 무제한 통화
3. 선택적 추가 기능: 최대 18개 기타 국가에서의 무제한 통화 추가

#### 미팅
1. 최대 300명이 참가할 수 있는 미팅 호스트
2. 싱글 사인온
3. 클라우드 녹화 트랜스크립트
4. 관리하고 있는 도메인
5. 회사 브랜딩